# 常綠森林
常綠森林是由常綠樹木組成的森林。它們出現在廣泛的氣候帶中，包括寒冷氣候中的針葉樹和冬青樹等樹木，溫帶地區的桉樹、活橡樹、金合歡和班克樹，以及熱帶地區的雨林樹木。針葉溫帶常綠森林最常以科中的物種為主。樹木包括：松科和柏科。闊葉溫帶常綠森林包括常見的橡樹和蕨類植物南青冈科，以及南半球的桉樹林，還有以其他喬木科為主的各種溫帶常綠林，照葉林桂林中的樟科。

## 地區編輯
溫帶常綠森林，針葉林、闊葉林和混交林，主要分佈在西伯利亞、加拿大、澳大利亞、非洲、斯堪的納維亞半島、印度尼西亞、馬來西亞、亞馬遜和南美洲的奧里諾科盆地、喜馬拉雅山脈和印度西高止山脈的溫帶 中緯度地區和安達曼和尼科巴群島。常綠闊葉林主要分佈在中國南部、巴西東南部和北美東南部的部分地區。以及地中海盆地周邊國家，如黎巴嫩和摩洛哥。其他常綠森林（或熱帶雨林) 通常出現在降雨量超過 234 厘米且在最冷的月份月平均氣溫為 20°C 或更高的地區。它們佔據了地球表面約 7% 的面積，並擁有地球上一半以上的陸地動植物。熱帶常綠森林茂密、多層次，擁有多種動植物。這些森林位於降雨量大的地區（年降雨量超過 200 厘米）。它們非常密集。即使是陽光也無法到達地面。在這些森林中發現了許多種樹木。在某些地區，某些類型的樹木會在一年中的不同時間落葉。因此，這些森林總是呈現綠色，被稱為常綠森林。

## 外部連結
- 熱帶常綠林 （页面存档备份，存于）